# Hans Drebing
Hans E. Drebing (* 17. Juli 1923 in Bremerhaven; † 13. Februar 2015) war ein deutscher Offizier und zuletzt Brigadegeneral des Heeres der Bundeswehr.

## Leben
Drebing trat nach dem Abitur 1941 und Reichsarbeitsdienst beim Infanterieregiment 47 in Lüneburg in die Wehrmacht ein. Am Zweiten Weltkrieg nahm er bis 1944 mit diesem Regiment zuletzt als Leutnant und Kompanieführer an der Ostfront teil. Insgesamt wurde er viermal verwundet.
Nach der Kriegsgefangenschaft wurde er im väterlichen Unternehmen zum Schiffshändler ausgebildet besuchte einen Lehrgang an der Akademie für Nautik in Bremen. Danach wanderte er nach Südamerika aus, wo er zum Piloten geschult und eingesetzt wurde und ausgedehnte Reisen in Süd- und Nordamerika sowie Westindien unternahm.
1955 wurde er als Heeresflieger in die Bundeswehr eingestellt, zum Hubschrauberpiloten in den Vereinigten Staaten ausgebildet, war Fluglehrer an der Flugzeugführerschule der Luftwaffe, baute die Heeresfliegerlehr- und -versuchsstaffel als Vorläufer der Heeresfliegerwaffenschule in Bückeburg auf, führte den Blindflug mit Hubschraubern ein und lehrte diesen (Blindflugschein Nr. 1), war von 1966 bis 1968 Bataillonskommandeur und ab April 1971 General der Heeresfliegertruppe im Heeresamt in Köln. Mit Ablauf des Juli 1979 wurde er in den Ruhestand versetzt.
Drebing war verheiratet. Er starb 2015.
Das Hans-E.-Drebing-Simulatorzentrum am Internationalen Hubschrauberausbildungszentrum in Bückeburg wurde nach ihm benannt.